# Dunafalva
Dunafalva là một thị trấn thuộc hạt Bács-Kiskun, Hungary. Thị trấn này có diện tích 57,89 km², dân số năm 2010 là 851 người, mật độ 15 người/km².